# Dlážděné cesty ve Ždírci a v Bořejově
Historické dlážděné cesty, které se nacházejí v centrálních partiích obce Ždírec a její místní části Bořejova v okrese Česká Lípa v Libereckém kraji, jsou památkově chráněné jako cenný urbanistický a krajinný prvek, který se dochoval v intravilánu obou vsí. Cesty, jejichž vznik je odhadován na období od 17. do 19. století, byly pod názvem „Soubor kamenných čedičových dlažeb“ zapsány v Ústředním seznamu kulturních památek ČR v roce 2018.

## Historie
Ždírec i Bořejov jsou starobylé vesnice s četnými památkově chráněnými objekty. Písemné doklady o existenci Ždírce i bořejovské farnosti jsou z poloviny 14. století, avšak některé zmínky ukazují na ještě starší původ. V návrhu na památkovou ochranu historických cest se pracuje s datací jejich vzniku v rozmezí od 17. do 19. století, předkladatelé návrhu však nevyloučili, že s ohledem na středověký původ obou vesnic by uvedené cesty mohly být ještě starší.

## Popis
Vyhlášení památkové ochrany se týká pozemků ve vlastnictví obce Ždírec, konkrétně parcel č. 1292/1 a 1365/1 v katastrálním území Ždírec v Podbezdězí. Podle mapové dokumentace v příloze rozhodnutí Ministerstva kultury ČR o vyhlášení kulturní památky je celková délka dochovaných starých dlážděných cest v obou vesnicích souhrnně kolem 750 metrů, z toho v menším Bořejově se jedná o zhruba 250 metrů dlažby (i s odbočkou k faře).
Ve Ždírci historická komunikace vede středem obce od severozápadu na jihovýchod, tj. od návsi kolem kapličky sv. Jana a rybníka na jihovýchodní konec vsi u domu čp. 12. Od novogotické kapličky z roku 1861 vede ještě odbočka dlážděné cesty směrem na sever do rokle. U kaple vytváří dláždění trojúhelníkovou křižovatku a odtud směrem na východ pokračuje kolem někdejší památkově chráněné kovárny, jejíž hodnota však zanikla po nevhodné přestavbě, rovný úsek historické cesty. Na dlažbu ve Ždírci byly použity čedičové a pískovcové kameny. Oba materiály jsou zde vhodně kombinovány. Ve Ždírci, stejně jako v Bořejově, má komunikace okrajové lemy i vodící středovou linku.
V Bořejově dochovaný úsek cesty vede přibližně severojižním směrem. Začíná u rozcestí na dolním konci vsi nedaleko autobusové zastávky a končí u kostela svatého Jakuba v nadmořské výšce 376 metrů. Před kostelem u konce cesty se nachází dvě stě let stará Bořejovská lípa. Od kostela vede malá odbočka historické cesty podél hřbitovní zdi k památkově chráněné roubené faře. Dlažba byla provedena starou tradiční technologií štětování, tj. usazování kamenů nasucho do pískového lože. Byly zde použity kameny čedičové i z tvrdého křemenného pískovce, a to jak kameny sbírané, tak i lámané, respektive štípané.

## Galerie

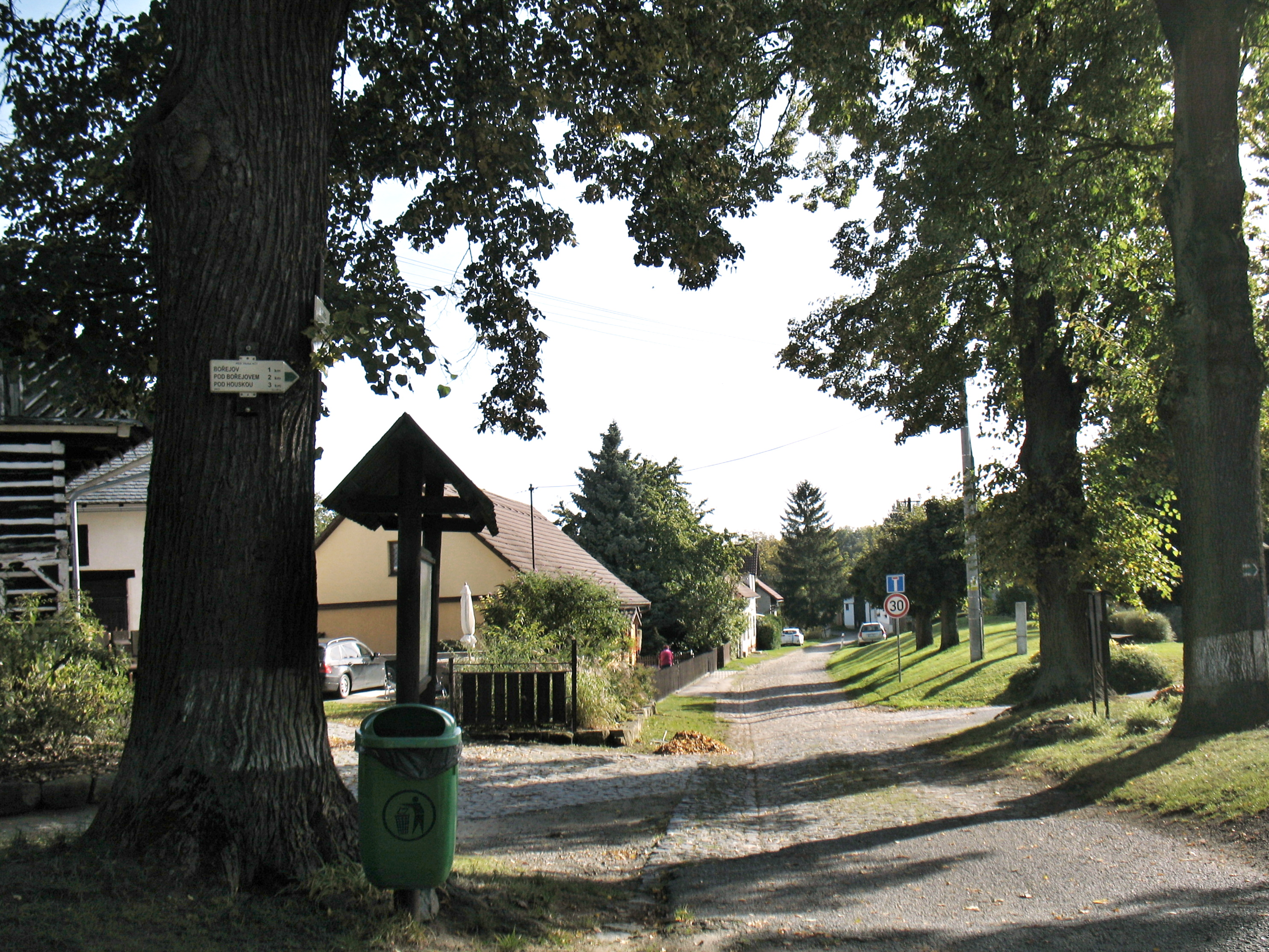
Dlážděná cesta ve Ždírci s odbočkou u kaple
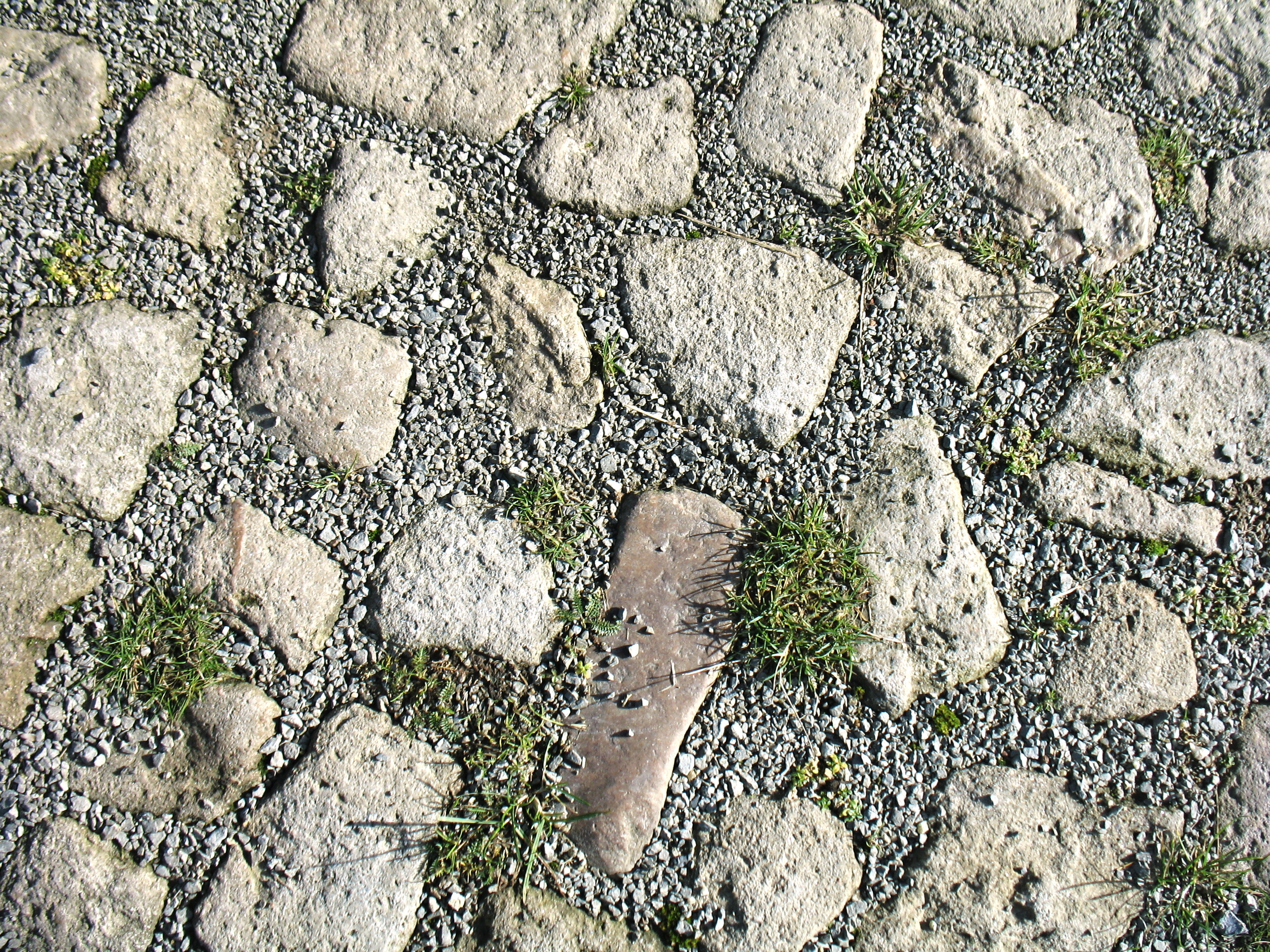
Detailní pohled na dlažbu v Bořejově
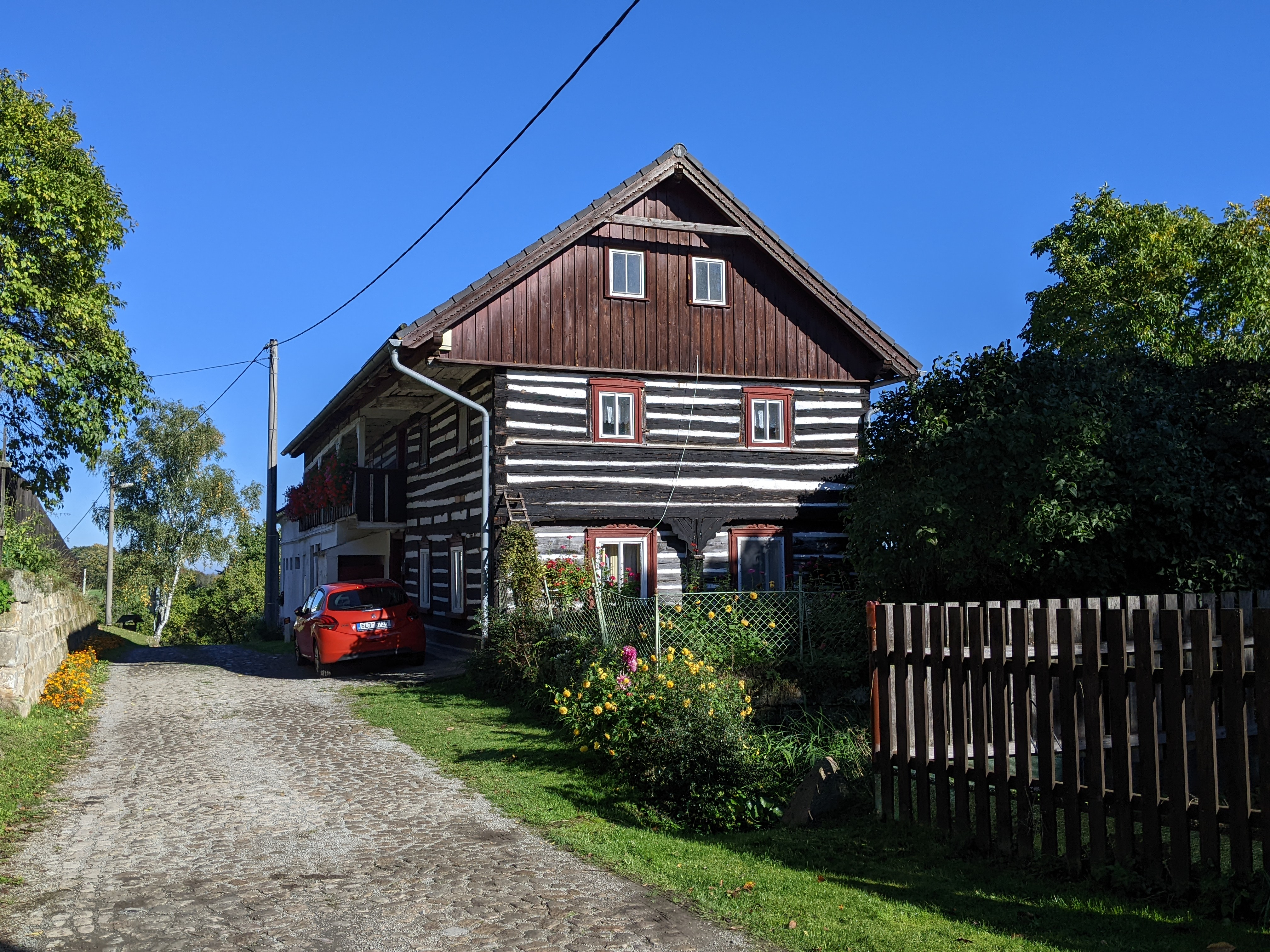
Historická cesta v centru Bořejova
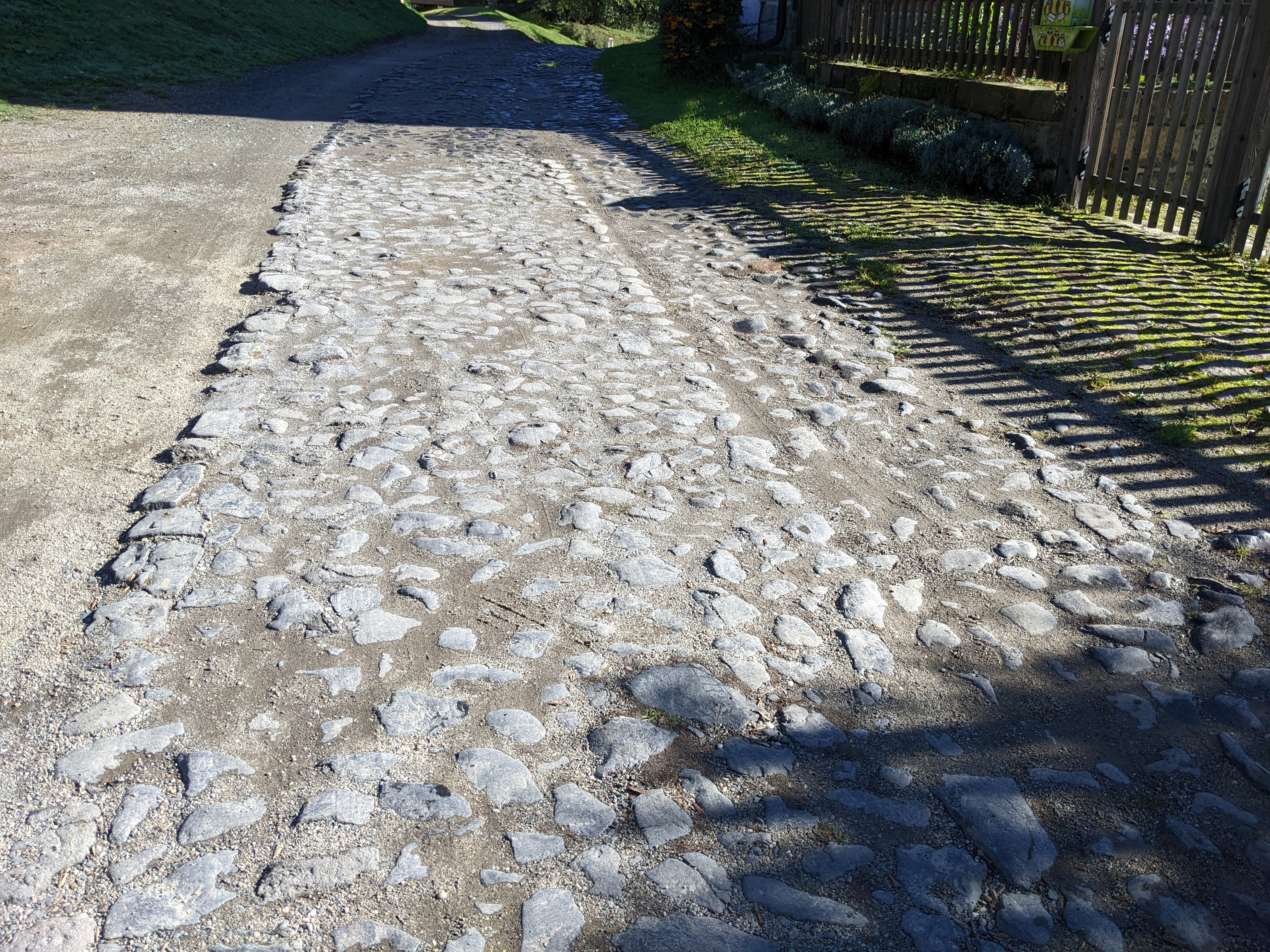
Čedičová a pískovcová dlažba ve Ždírci (stav v říjnu 2023)
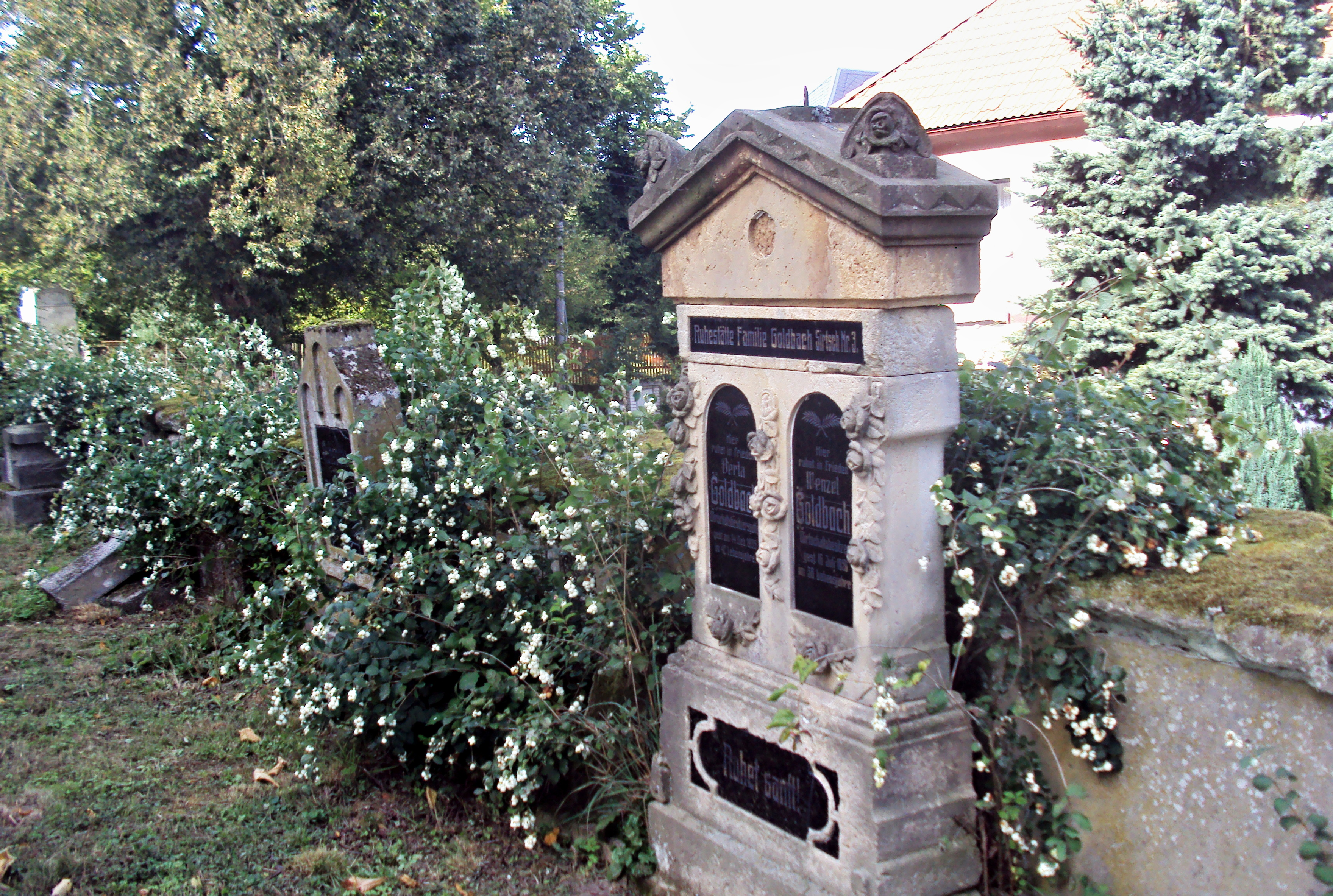
Pohled ze hřbitova v Bořejově na odbočku historické cesty k faře (vpravo dole)